# Elmo

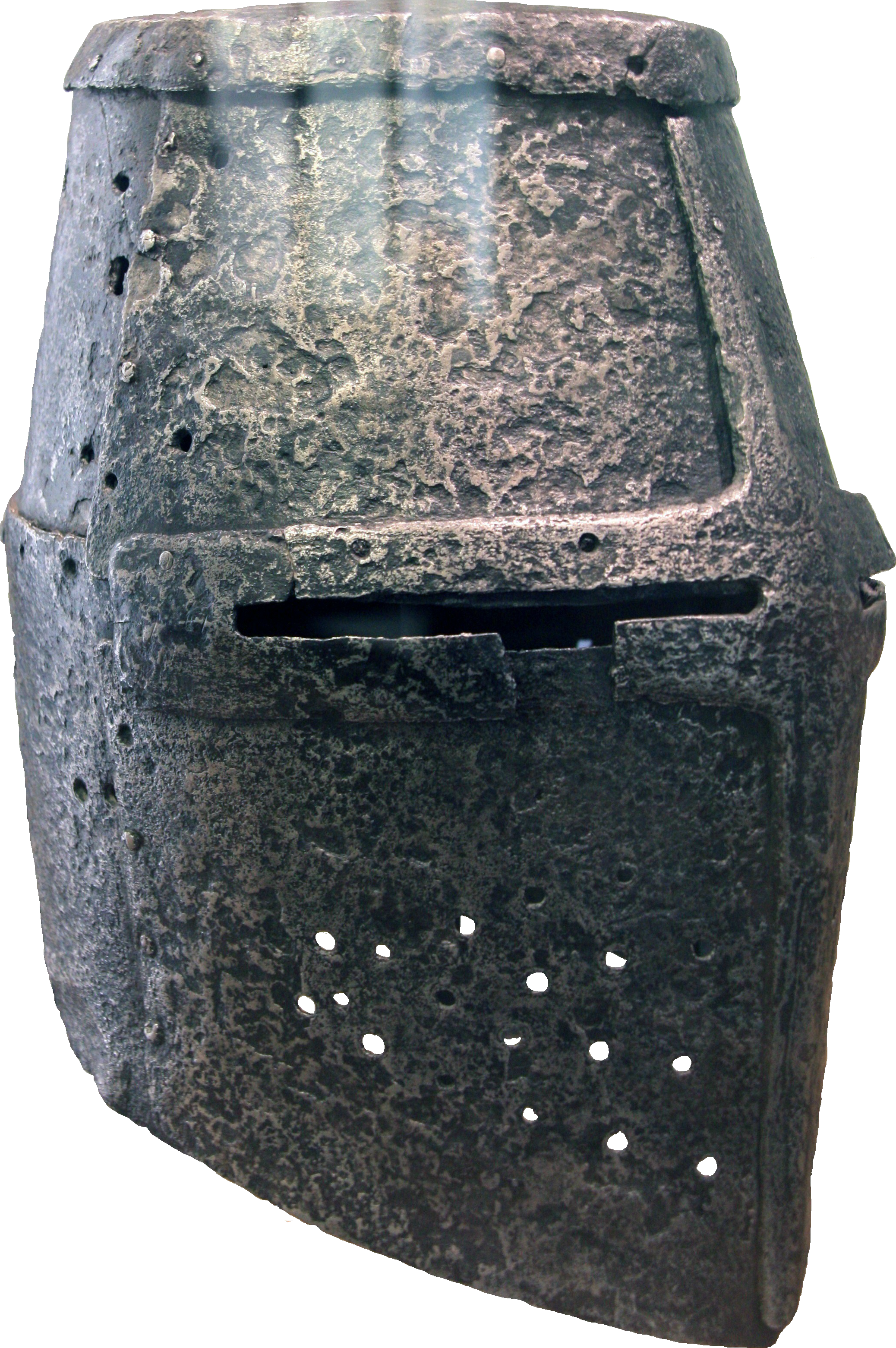
Grande capacete alemão do século XIII com a parte superior plana no crânio.

Elmo é uma proteção, utilizada no ambiente bélico, destinada a defender a cabeça do soldado. Faz parte do equipamento de guerra antiga e medieval, e se apresenta das mais variadas formas, mas sua função básica é sempre a proteção craniana. A parte que protegia a visão era designada de barbudas.

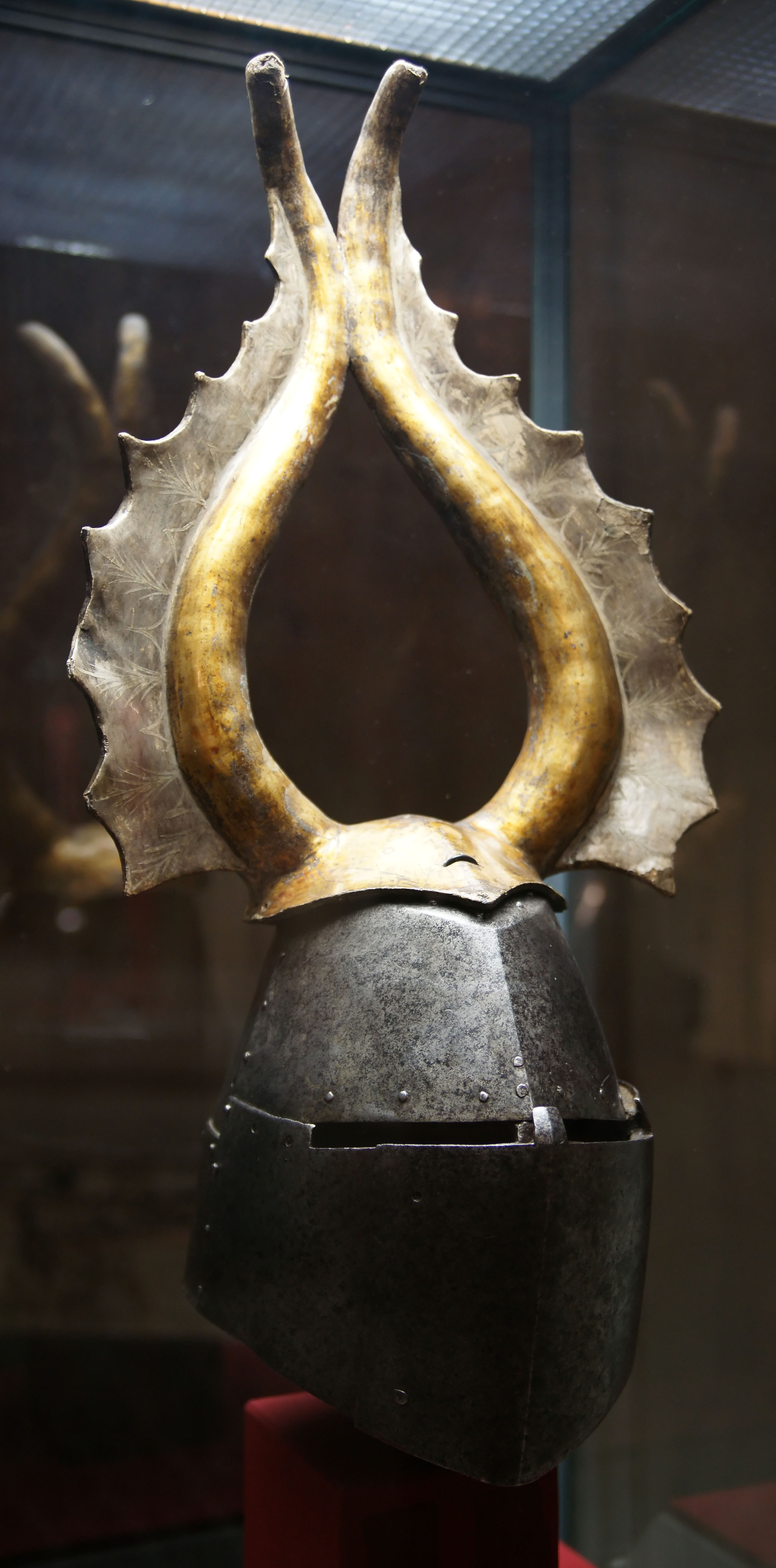
Capacete funerário da família von Pranckh, século XIV, com o brasão de dois megafones.

Eram, geralmente, feitos em couro, bronze, ferro com bordas de malha, e protegiam a cabeça e o rosto dos guerreiros em combate.
Algumas variações do elmo são o bacinete, morrião, gálea e o capacete militar.
Muitas histórias são baseadas nos elmos de grandes heróis. O hino nacional da Itália menciona o "elmo di Scipio" (elmo de Cipião Africano).

## Galeria de imagens

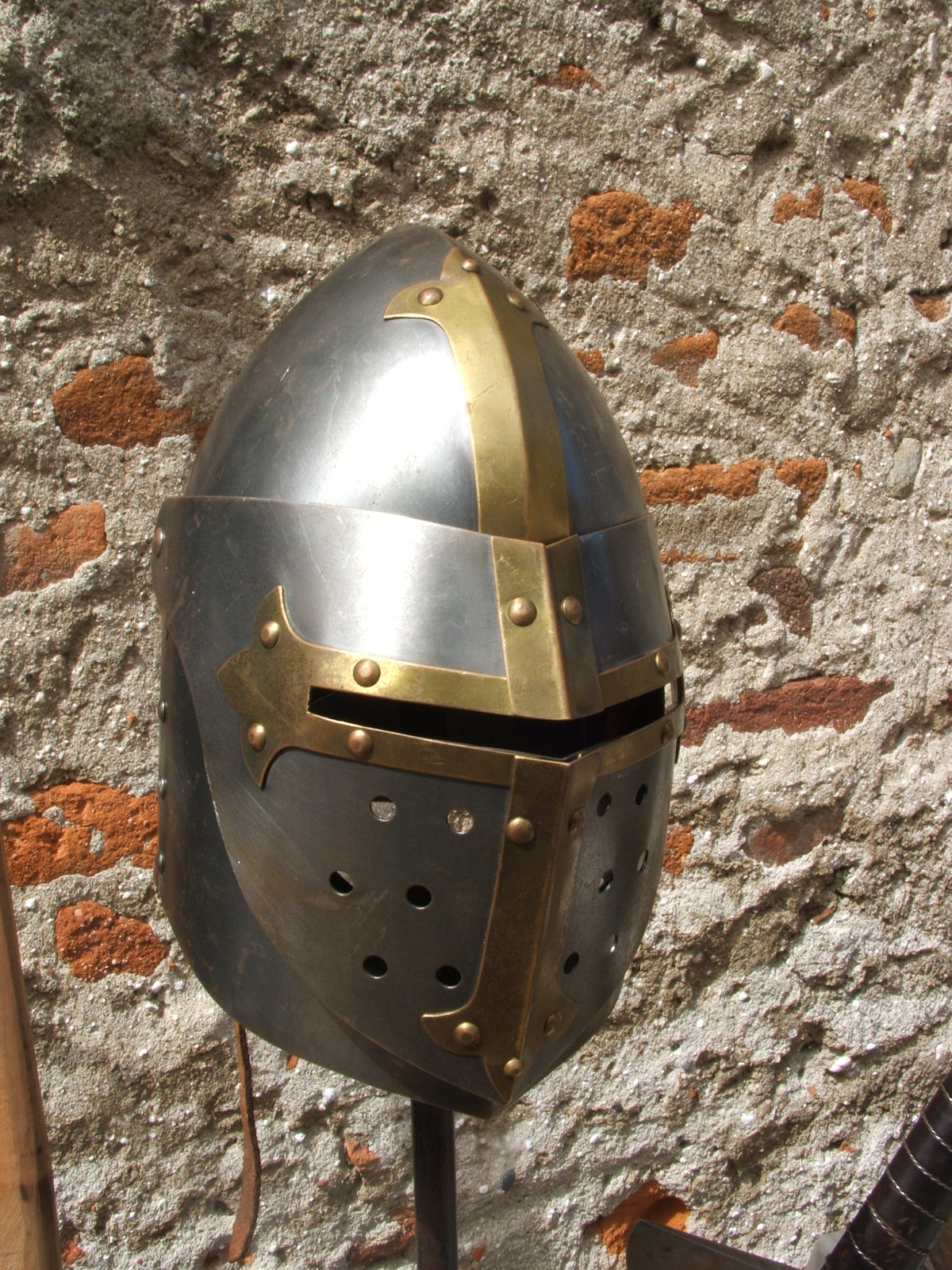
Elmo medieval
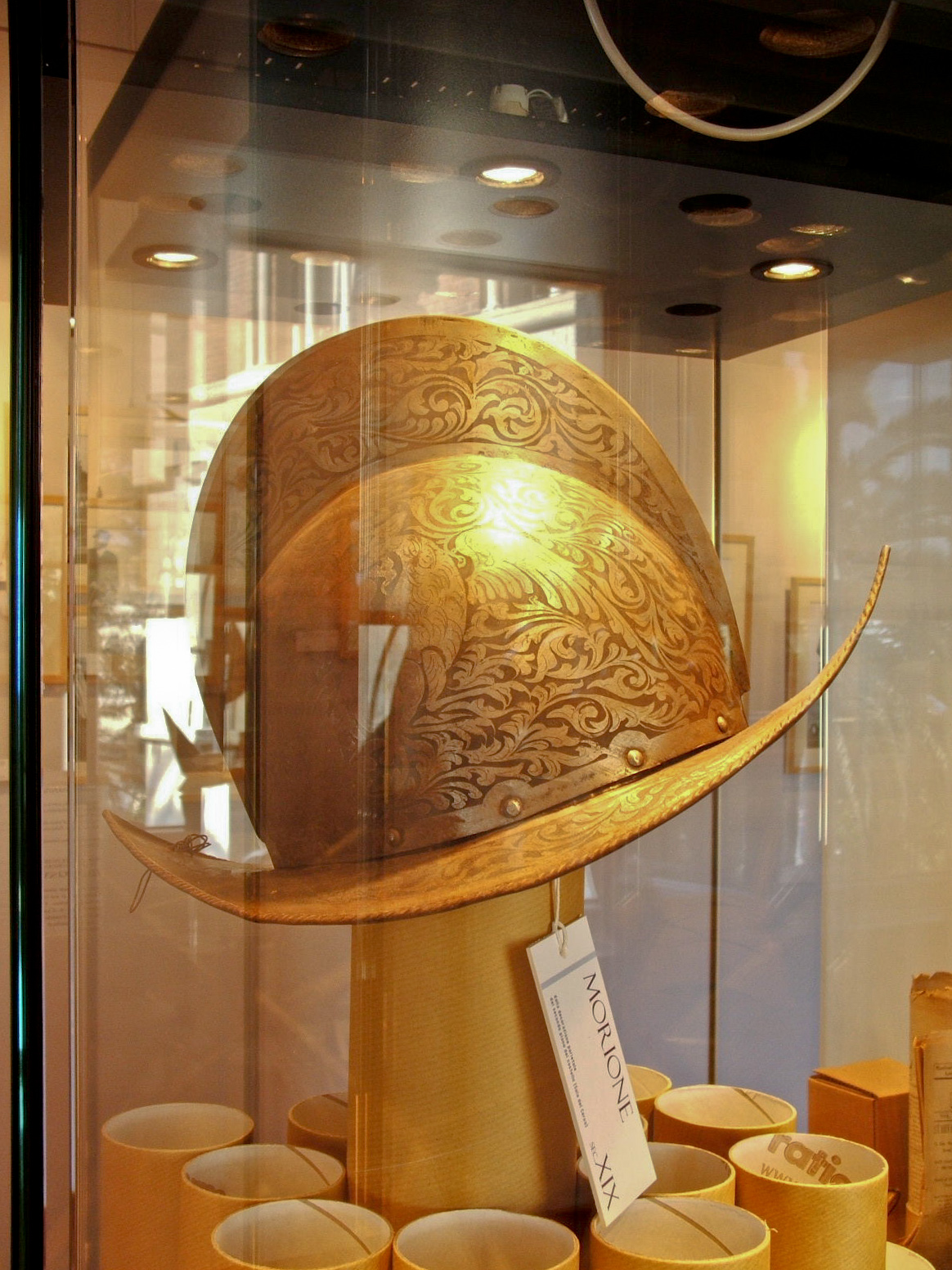
Elmo exposto no Museu das Culturas do Mundo em Gênova
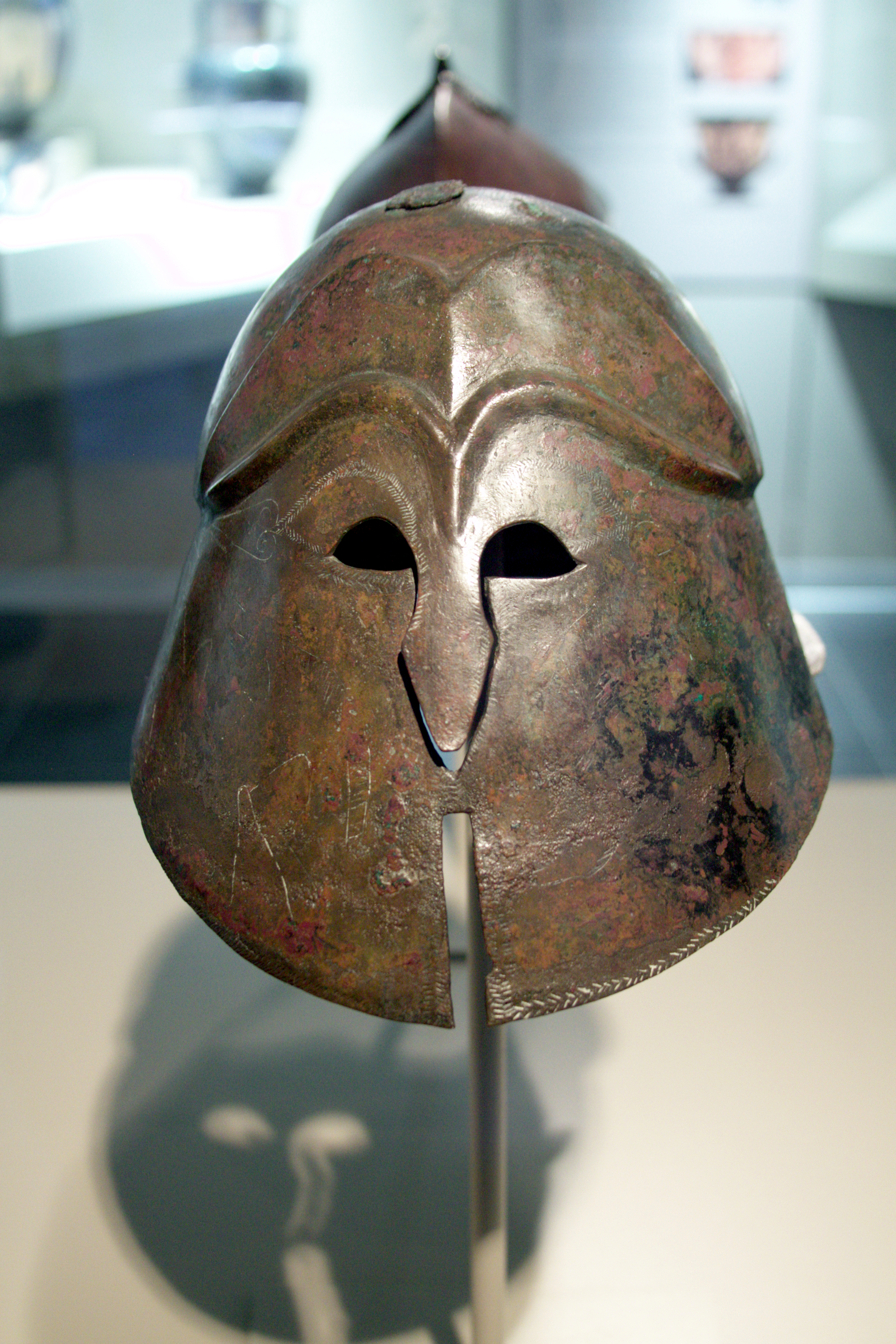
Elmo ápulo-coríntio - 450−400 a.C.
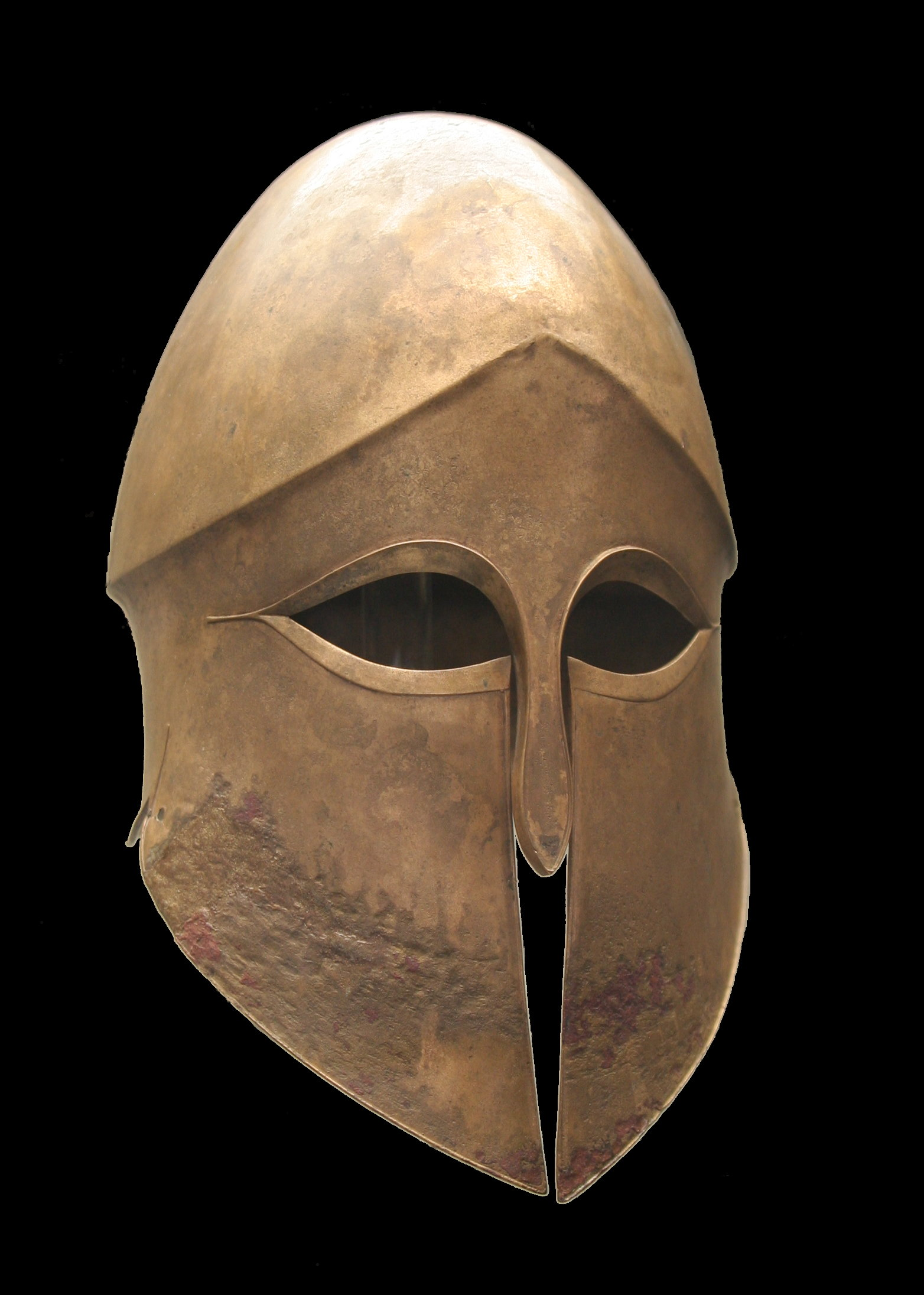
Antigo elmo coríntio